# Phan Bội Châu (phường)
Phan Bội Châu là một phường cũ từng thuộc quận Hồng Bàng, thành phố Hải Phòng, Việt Nam.

## Địa lý
Phường Phan Bội Châu nằm ở phía đông nam quận Hồng Bàng, có vị trí địa lý:
- Phía đông giáp phường Hoàng Văn Thụ
- Phía tây giáp phường Thượng Lý
- Phía nam giáp quận Lê Chân
- Phía bắc giáp phường Hạ Lý.

Phường Phan Bội Châu có diện tích 0,29 km², dân số năm 2023 là 9.783 người, mật độ dân số đạt 33.734 người/km².

## Hành chính
Phường Phan Bội Châu được chia thành 6 tổ dân phố: Hoàng Hoa Thám, Lãn Ông, Lý Thường Kiệt, Phạm Hồng Thái, Phan Bội Châu, Quang Trung.

## Lịch sử
Địa bàn phường Phan Bội Châu hiện nay trước đây vốn là phường Phan Bội Châu và phường Phạm Hồng Thái thuộc quận Hồng Bàng.
Ngày 3 tháng 1 tháng 1981, Hội đồng Chính phủ ban hành Quyết định số 3-CP về việc đổi khu phố Hồng Bàng thành quận Hồng Bàng. Khi đó, phường Phạm Hồng Thái và phường Phan Bội Châu thuộc quận Hồng Bàng.
Trước khi sáp nhập, phường Phan Bội Châu có diện tích 0,15 km², dân số là 5.895 người, mật độ dân số đạt 39.300 người/km². Phường Phạm Hồng Thái có diện tích 0,14 km², dân số là 2.515 người, mật độ dân số đạt 17.964 người/km².
Ngày 10 tháng 1 năm 2020, Ủy ban Thường vụ Quốc hội ban hành Nghị quyết số 872/NQ-UBTVQH14 về việc sắp xếp các đơn vị hành chính cấp xã thuộc thành phố Hải Phòng (nghị quyết có hiệu lực từ ngày 1 tháng 2 năm 2020). Theo đó, sáp nhập toàn bộ 0,14 km² diện tích tự nhiên và 2.515 người của phường Phạm Hồng Thái vào phường Phan Bội Châu.
Sau khi sáp nhập, phường Phan Bội Châu có 0,29 km² diện tích tự nhiên và quy mô dân số 8.410 người.
Ngày 20 tháng 7 năm 2022, HĐND TP. Hải Phòng ban hành Nghị quyết số 26/NQ-HĐND về việc:
- Thành lập tổ dân phố Hoàng Hoa Thám trên cơ sở tổ dân phố Hoàng Hoa Thám 1, tổ dân phố Hoàng Hoa Thám 2, tổ dân phố Hoàng Hoa Thám 3, một phần của tổ dân phố Tam Bạc, một phần của tổ dân phố Phan Bội Châu 1 (Phạm Hồng Thái cũ).
- Thành lập tổ dân phố Lý Thường Kiệt trên cơ sở tổ dân phố Lý Thường Kiệt 1, tổ dân phố Lý Thường Kiệt 2, tổ dân phố Lý Thường Kiệt 3, một phần của tổ dân phố Phan Bội Châu 1 (Phan Bội Châu cũ).
- Thành lập tổ dân phố Lãn Ông trên cơ sở tổ dân phố Lãn Ông, tổ dân phố Phan Bội Châu 2 (Phan Bội Châu cũ), một phần của tổ dân phố Phan Bội Châu 1 (Phan Bội Châu cũ), một phần của tổ dân phố Tôn Thất Thuyết 2.
- Thành lập tổ dân phố Quang Trung trên cơ sở tổ dân phố Quang Trung (Phan Bội Châu cũ), tổ dân phố Tôn Thất Thuyết 1, một phần của tổ dân phố Tôn Thất Thuyết 2, một phần của tổ dân phố Phan Bội Châu 1 (Phạm Hồng Thái cũ).
- Thành lập tổ dân phố Phan Bội Châu trên cơ sở tổ dân phố Lý Thường Kiệt, một phần của tổ dân phố Quang Trung (Phạm Hồng Thái cũ), một phần của tổ dân phố Phan Bội Châu 1 (Phạm Hồng Thái cũ), một phần của tổ dân phố Tam Bạc.
- Thành lập tổ dân phố Phạm Hồng Thái trên cơ sở tổ dân phố Phan Bội Châu 2 (Phạm Hồng Thái cũ), tổ dân phố Tôn Đản, một phần của tổ dân phố Quang Trung (Phạm Hồng Thái cũ), một phần của tổ dân phố Tam Bạc.

Ngày 16 tháng 6 năm 2025, Ủy ban Thường vụ Quốc hội ban hành nghị quyết sắp xếp đơn vị hành chính cấp xã của thành phố Hải Phòng năm 2025. Theo đó, toàn bộ diện tích tự nhiên, quy mô dân số của phường Phan Bội Châu được sắp xếp với toàn bộ diện tích tự nhiên, quy mô dân số của các phường Hoàng Văn Thụ, Minh Khai, Hùng Vương, Thượng Lý, Sở Dầu và một phần diện tích tự nhiên của phường Gia Viên thành phường mới có tên gọi là phường Hồng Bàng.